# Be (朝日新聞)
be（ビー）は、朝日新聞の週末別冊版（二部紙）のタイトルである。

## 概要
朝日新聞では、1959年4月5日から毎週日曜日（年末年始と1964年10月の東京オリンピック期間中を除く）に別冊特集「日曜版」（4ページ - 8ページ建て、オフセット印刷化は1968年10月6日付から）を発行し、「世界名画の旅」「100人の20世紀」など後にテレビ朝日系列でテレビ番組化された連載読み物やクロスワード、漫画「ハーイあっこです」（これも後に朝日放送からテレビアニメ化、みつはしちかこ著）などを掲載していた。それを2002年3月に廃止し、その代わりとして翌4月の紙面刷新を機に毎週土曜日に週末にゆったりと楽しんでもらえる内容として「Business&Entertainment」の頭文字を取って「be」を創刊させた。
この別冊新聞は2冊構成になっており、タイトルにもある様に、経済情報や社長などへのトップインタビューを核とした経済特集のページ（■青のbe）と、文化芸能、クロスワードなどのパズル、生活情報などで構成するエンターテインメント特集のページ（■赤のbe）の2分冊（土曜日付けの本編と合せると3分冊）で構成されている。
2005年4月からは、実質的には3年ぶりの復活となる日曜版「be on sunday」（■緑のbe）を創刊させたが、こちらは科学特集に特化した内容で掲載されている。これに伴い土曜版は「be on Saturday」と題して発行されている。さらに2007年3月からはこれに加えて「be television」（■金色のbe）も創刊させているが、こちらは1週間のテレビ番組表を各地域毎に掲載する他、テレビに関する情報も掲載している（同月末までは夕刊に「週間TV」が掲載されていた）。これによって日曜版も2分冊（本編と合わせて3分冊）となっている。
2009年4月の紙面刷新で、日曜版は廃止となり、日曜版に掲載されていた一部の連載記事・週間テレビ番組表は土曜版に移行した。2016年10月からは「be television」は「beテレビ」としてさらに分離した。なお日曜版はその後2年間休止ののち、2011年4月から、月曜日付に月2回中頁抜き取り形式で掲載していた「朝日新聞グローブ」を移設する形で再開している（第1週・第3週の日曜日のみ）。
ただ、他の全国紙の別冊版とは違い、年末年始の他（元旦前）、8月のお盆休みにも休刊となる（ただし「be TV」は通常通り発行し、休刊前の朝刊に挿入される）。
その他にも、不定期で「be extra」として様々なテーマを題材にした別冊版が発行される。

## 内容
- 1面 フロントライナー
- 2面 連載小説「暦のしずく」（沢木耕太郎）
- 3面 フロントライナー（1面より続く）、サザエさんをさがして、町のB級言葉図鑑（飯間浩明）
- 4面 be report日記、歴史のダイヤグラム（原武史）、それぞれの最終楽章
- 5面 知っ得なっ得、ののちゃんのDO科学
- 6面 はじまりを歩く、The Best!
- 7面 はじまりを歩く（6面より続く）、連載マンガ「コロコロ毛玉日記」（中川いさみ）、お宝発見 ご当地食、マイ走馬灯（みうらじゅん）
- 8面 全面広告
- 9面 Reライフ on Saturday そばに置きたい、上手に悩むとラクになる、好書好日 本と出会う
- 10面 be between、いわせてもらお、悩みのるつぼ、みなさんから、編集部から
- 11面 beパズル

## トラブル
2017年6月10日付朝刊に別刷りとして封入される予定だった「beテレビ」はこの日から放送を開始する予定となっていたNHK総合テレビジョン『土曜ドラマ・神様からひと言』に主演する予定だった小出恵介へのインタビューが掲載されることになっていた。ところが、小出が女子高生と分かっていながら、淫らな行為や飲酒に誘っていたことが発覚したため、小出の所属事務所が、無期限活動停止を発表し、これを受けて上記ドラマの放送も中止（無期限放送延期）となった。それにより小出のインタビューを取り消し、急きょ別刷りとはせず、朝刊本編への差し込み（3ページ建て。表紙インタビューも竹内涼真に差し替え）とした。これに関して朝日新聞では同日朝刊に「一部地域には通常の別刷りも届く可能性もありますが、そのフロント面に掲載されている小出恵介さんのインタビューを取り消します」と説明した。
しかしながら、すでにこのインタビューは2017年5月30日収録で、問題が発覚した6月8日の段階ではすでに印刷済みの新聞が各販売店に配送されており、「記事が差し替えられなかった」としており、「各販売所には弊社より事前の抜き取りをするようにお願いしましたが、一部販売所では作業が間に合いませんでした」として、事実上、差し替え前の別刷りと、本編に掲載された修正版が重複発行される事態になった

## 夕刊への拡大
2007年4月の大幅な紙面刷新を機に、朝日新聞の夕刊の日替わり特集記事を「be evening」として掲載している（大阪本社発行紙面を除く）。月曜日は「ワーク」、火曜日は「トラベル」、水曜日は「アート」、木曜日は「スタイル」、金曜日は「エンタ」、土曜日は「スタディー」といった様々なテーマを中心とした記事が掲載されている。なお、木曜日の「スタイル」は2008年4月から「ライフスタイル」に変更されていた。
2016年4月より夕刊が大きくリニューアルするのに伴い「be evening」は終了、「Evening」となった。

## テレビ版
BS朝日では、2008年3月までこのbeを題材にしたテレビ番組（サブタイトル：「大人の知的サプリメント」）を毎週日曜日に放送していた。
当初は「be on sunday」という表題だったが、先述の通り、2005年4月から新聞の日曜版のタイトルに使用される事から混同を避けるため「be on TV」を経て「be on AIR」となった。また、2007年は関連番組「beメディカル」が放送されていた。司会は吉田照美・久保田直子（テレビ朝日アナウンサー）だった。

### be on AIR
- 毎週日曜22:00 - 22:30（再放送：毎週月曜23:00 - 23:30）
- 主なコーナー：「フロントランナー」（beビジネスページ掲載のインタビューが原作。それに取り上げられた社長がその後どう活躍しているかを見る。）
- 2008年3月23日終了

### be メディカル
- 毎週日曜22:30 - 23:00（再放送：本放送翌週の日曜11:30 - 12:00）
- 毎月、あるテーマに沿って健康にまつわる情報や視聴者からの相談を専門の医者が解説する。
- 協賛：日本医師会（地上波・日本テレビ系列で放送された「健康増進時代」→「Oh!診」→「からだ元気科」の終了を受けて放送局を代えて番組を協賛。加盟製薬会社との共同スポンサー）
- 2008年3月30日終了（なお、スポンサー上の後継企画は『鳥越俊太郎 医療の現場!』とされている）